# IRAP PhD Program
O Programa de Doutorado Internacional em Astrofísica Relativística (International Relativistic Astrophysics Ph.D), or ou Programa IRAP PhD é o programa de doutorado internacional conjunto em astrofísica relativística iniciado e co-patrocinado pelo ICRANet. Entre 2010 e 2017 o IRAP PhD é parte do programa Erasmus Mundus da Commissão Europeia. Pela primeira vez na Europa, o IRAP PhD confere um diploma de Doutorado conjunto entre as instituições participantes

## Educação no campo da astrofísica relativística
Em 2005, foi constituída uma nova organização internacional: o Centro Internacional para Astrofísica Relativística (ICRANet) com foco nos aspectos teóricos da astrofísica relativística. Os membros fundadores do ICRANet são: a Universidade do Arizona, a Universidade Stanford e o ICRA, a República da Armênia, a República Federativa do Brasil, a República italiana e o Estado da Cidade do Vaticano. Como primeiro passo, em 2005 o programa de Doutorado Internacional em Astrofísica Relativística (International Relativistic Astrophysics Ph.D) foi estabelecido. Entre os proponentes do programa de Doutorado IRAP PhD encontramos: Riccardo Giacconi, Roy Kerr e Remo Ruffini.

## Finalidades do Programa
O Programa de Doutorado IRAP Ph.D. confere um diploma de Ph. D. conjunto entre as instituições participantes.
O núcleo do programa é o consórcio internacional, que reúne as competência de seus membros objetivando a formação de cientistas no campo da astrofísica relativística e nos campos afins da relatividade geral, cosmologia e teoria quântica de campos.
Um dos objetivos deste programa é a mobilidade: cada estudante admitido ao IRAP PhD faz parte de uma equipe em um dos seus laboratórios do consórcio e a cada ano visita os outros centros para se manter a par das últimas novidades. No âmbito do programa IRAP PhD, os estudantes recebem sistematicamente formação para melhorar as técnicas da gestão da investigação bem como da natureza e organização dos projetos científicos.
Cada estudante admitido ao IRAP PhD faz parte de uma equipe em um dos seus laboratórios do consórcio e a cada ano visita os outros centros para se manter a par das últimas novidades.

## O consórcio
A partid de 2005, o ICRANet co-organiza o Programa IRAP PhD junto com:
- AEI - Instituto Albert Einstein - Potsdam (Alemanha)
- CBPF - Centro Brasileiro de Pesquisas Físicas (Brasil)
- Indian Center for Space Physics (Índia)
- INPE - Instituto Nacional de Pesquisas Espaciais (Brasil)
- Instituto de Estudos Científicos Superiores – IHES (França)
- Observatório da Côte d'Azur (França)
- Observatório de Shanghai (China)
- Observatório de Tartu (Estónia)
- Universidade de Bremen (Alemanha)
- Universidade de Oldenburg (Alemanha)
- Universidade de Ferrara (Itália)
- Universidade de Nice (França)
- Universidade "Sapienza" de Roma (Itália)
- Universidade de Sabóia (França)

## O pessoal docente
A partir de 2015, o pessoal docente do Programa de Doutorado IRAP PhD compõe-se de:
| Giovanni Amelino-Camelia                       | (Universidade "Sapienza" de Roma)                                   |
| Stefano Ansoldi                                | (Universidade de Údine)                                             |
| Ulisses Barres de Almeida                      | (Centro Brasileiro de Pesquisas Físicas, Brasil)                    |
| Vladimir Belinski                              | (Universidade "Sapienza" de Roma e ICRANet)                         |
| Carlo Luciano Bianco                           | (Universidade "Sapienza" de Roma e ICRANet)                         |
| Donato Bini                                    | (CNR - Instituto "M. Picone")                                       |
| Sandip Kumar Chakrabarti                       | (Indian Center for Space Physics, Índia)                            |
| Pascal Chardonnet (Erasmus Mundus Coordinator) | (Universidade da Sabóia, França)                                    |
| Christian Cherubini                            | (Universidade "Campus Biomedico" de Roma)                           |
| Andreas Eckart                                 | (Universidade de Cologne)                                           |
| Thibault Damour                                | (Instituto de Estudos Científicos Superiores, França)               |
| Jaan Einasto                                   | (Observatório de Tartu)                                             |
| Sergio Frasca                                  | (Universidade "Sapienza" de Roma)                                   |
| Filippo Frontera                               | (Universidade de Ferrara, Itália)                                   |
| Jean-Marc Gambaudo                             | (Universidade Nice Sophia Antipolis)                                |
| Paolo Giommi                                   | (ASI - Agenzia Spaziale Italiana)                                   |
| Luis Herrera Cometta                           | (Universidade de Salamanca)                                         |
| Yipeng Jing                                    | (Observatório Astronômico de Shanghai, China)                       |
| Hagen Kleinert                                 | (Freie Universitat Berlin)                                          |
| Michael Kramer                                 | (Max Planck Institute for Radio Astronomy)                          |
| Jutta Kunz-Drolshagen                          | (Universidade Carl von Ossietzky de Oldenburg)                      |
| Luca Lamagna                                   | (Universidade "Sapienza" de Roma)                                   |
| Claus Lämmerzahl                               | (Universidade de Bremen)                                            |
| Olivier Legrand                                | (Universidade Nice Sophia Antipolis)                                |
| Francois Mignard                               | (Observatório da Côte d'Azur)                                       |
| Hermann Nicolai                                | (Max Plank Institute for Gravitational Physics, Postdam)            |
| Kjell Rosquist                                 | (Universidade de Estocolmo)                                         |
| Jorge Rueda (CAPES-ICRANet coordinator)        | (Universidade "Sapienza" de Roma e ICRANet)                         |
| Remo Ruffini (Director)                        | (Universidade "Sapienza" de Roma e ICRANet)                         |
| Felix Ryde                                     | (Universidade de Estocolmo)                                         |
| Farrokh Vakili                                 | (Observatório da Côte d'Azur)                                       |
| Gregory Vereshchagin                           | (Universidade "Sapienza" de Roma e ICRANet)                         |
| She Sheng Xue                                  | (Universidade "Sapienza" de Roma e ICRANet)                         |
| Shuangnan Zhang                                | (Instituto de física de alta energia - Academia Chinesdas Ciências) |

## Doutorado conjunto Erasmus Mundus (2010-2017)
Lançado em 2004 ao abrigo da Declaração de Bolonha, os programas Erasmus Mundus suportou a cooperação acadêmica e a modilidade com os países parceiros a fim de estruturar o espaço europeu de ensino superior. Ao longo do período entre 2010 e 2017, o programa de Doutorado IRAP PhD tomou parte do programa Erasmus Mundus da Comissão Europeia, matriculando 5 turmas de estudantes, ou seja, um total de 44 estudantes. A organização anfitriã foi a Universidad de Nice.

## Programa CAPES-ICRANet (2013-2018)
Em 2013, a CAPES e o ICRANet assinaram o Memorando de Entedimento relativo à instauração do Programa CAPES-ICRANet. A cada ano, são concedida cinco bolsas para estudantes brasileiros. Cada bolsa tem uma duração de três anos e confere o diploma de Doutorado final, sendo este entregue conjuntamente pelas instituições participantes do programa.

## Escolas e seminários
O ICRANet organiza, dentro do programa IRAP PhD, as Escolas de Doutorado: em particular, foram organizadas 15 escolas em Nice e em Les Houches, na França, dentro do Programa EMJD.
- Fevereiro, 1 – 19, 2010 - Nice (França)
- Março 22–26, 2010 - Ferrara (Itália)
- Setembro, 6-24, 2010 - Nice (França)
- Março 21–26, 2011 - Pescara (Itália)
- Abril 3–8, 2011 - Les Houches (França)
- Maio 25 - Junho 10, 2011 (França)
- Setembro 5–17, 2011 (França)
- October 2–7, 2011 - Les Houches (França)
- October 12–16, 2011 - Pequim (China)
- Setembro 3–21, 2012 - Nice (França)
- Maio 16–31, 2013 - Nice (França)
- Setembro 2–20, 2013 - Nice (França)
- Fevereiro 23 - Março 2, 2014 - Nice (França)
- Maio 10–16, 2014 - Les Houches (França)
- Setembro 8–19, 2014 - Nice (França)

O ICRANet co-organiza seminários conjuntos em astrofísica no Departamento de Física da Universidade "Sapienza" e no ICRA em Roma. Todas as instituições que colaboram com o ICRANet, bem como os Centros do ICRANet, participam nesses seminários por vídeo-conferência.

## Estatísticas
A língua oficial do Programa é o inglês; no entanto os estudantes podem aprender a língua do país de destino, atendendo diversos cursos oferecidos pelas universidades parceiras.
Até agora (2015), 111 estudantes têm-se inscritos no Programa IRAP PhD. : 1 da Albânia, 3 da Argentina, 5 da Armênia, 1 da Áustria, 2 da Bielorrússia, 16 do Brasil, 5 da China, 9 da Colômbia, 2 da Croácia, 5 da França, 5 da Alemanha, 7 da Índia, 4 do Irã, 34 da Itália, 2 do Cazaquistão, 1 do México, 1 do Paquistão, 4 da Rússia, 1 da Sérvia, 1 da Suécia, 1 da Suíça, 1 de Taiwan, 1 da Turquia e 1 da Ucrânia.
No período entre 2011 e 2015 foram avaliadas mais de 500 candidaturas provenientes de 70 Países de todo o mundo; os candidatos admitidos foram 44; entre estes, aproximadamente 30% são de sexo feminino.

## References
1. ↑  «ICRANet Members». ICRANet
2. ↑  «O Relatório Científico do ICRANet 2005-2007». ICRANet
3. ↑  «Finalidades». Arquivado do original em 22 de outubro de 2016
4. 1 2  Chardonnet, Pascal (17 de dezembro de 2015). «Artium mater in relativistic astrophysics : New perspectives for a European-Latin American PhD program». AIP Publishing. AIP Conference Proceedings. 1693. 070008 páginas. doi:10.1063/1.4937221
5. ↑  «Uniroma1»
6. ↑  «EMJD Final» (PDF). Arquivado do original (PDF) em 22 de janeiro de 2017
7. ↑  «IRAP PhD EU». Arquivado do original em 29 de junho de 2018
8. ↑  «Unice». Arquivado do original em 10 de novembro de 2016